# دانيال خواريز
دانيال خواريز (بالإسبانية: Daniel Juárez)‏ (7 يناير 1975 في الأرجنتين - ) هو لاعب كرة قدم أرجنتيني في مركز الوسط. لعب مع خميناسيا خوخوي ونادي خورخي ويلسترمان وهوراكان ونادي ألاجولينسي.

## وصلات خارجية
- دانيال خواريز على موقع قاعدة بيانات كرة القدم.إي يو (الإنجليزية)